# Pilota d'Or 1972
El premi Pilota d'Or 1972, atorgat al millor futbolista europeu de l'any, a criteri d'un panell de periodistes esportius d'arreu dels territoris membres de la UEFA, fou entregat al defensa alemany Franz Beckenbauer el 26 de desembre de 1972. Hi havia 25 votants, procedents d'Àustria, Bèlgica, Bulgària, Txecoslovàquia, Dinamarca, Alemanya Oriental, Anglaterra, Finlàndia, França, Grècia, Hongria, Itàlia, Luxemburg, Països Baixos, Polònia, Portugal, República d'Irlanda, Romania, Unió Soviètica, Espanya , Suècia, Suïssa, Turquia, Alemanya Occidental i Iugoslàvia. Beckenbauer es va convertir en el segon jugador nacional d'Alemanya Occidental i del Bayern de Múnic a guanyar el trofeu després de Gerd Müller (1970).

## Classificació
| Posició | Nom                  | Club                     | Nacionalitat        | Punts |
| 1       | Franz Beckenbauer    | Bayern de Múnic          | RFA                 | 81    |
| 2       | Gerd Müller          | Bayern de Múnic          | RFA                 | 79    |
| 2       | Günter Netzer        | Borussia Mönchengladbach | RFA                 | 79    |
| 4       | Johan Cruyff         | AFC Ajax                 | Països Baixos       | 73    |
| 5       | Piet Keizer          | AFC Ajax                 | Països Baixos       | 13    |
| 6       | Kazimierz Deyna      | Legia Varsòvia           | Polònia             | 6     |
| 7       | Gordon Banks         | Stoke City FC            | Anglaterra          | 4     |
| 7       | Barry Hulshoff       | AFC Ajax                 | Països Baixos       | 4     |
| 7       | Włodzimierz Lubański | Górnik Zabrze            | Polònia             | 4     |
| 7       | Bobby Moore          | West Ham United FC       | Anglaterra          | 4     |
| 11      | Khristo Bónev        | Lokomotiv Plovdiv        | Bulgària            | 3     |
| 11      | Murtaz Khurtsilava   | Dinamo Tbilisi           | Unió Soviètica      | 3     |
| 11      | Gerrie Mühren        | AFC Ajax                 | Països Baixos       | 3     |
| 11      | Paul Van Himst       | RSC Anderlecht           | Bèlgica             | 3     |
| 15      | Antal Dunai          | Újpest FC                | Hongria             | 2     |
| 15      | Eusébio              | SL Benfica               | Portugal            | 2     |
| 15      | Sandro Mazzola       | Inter de Milà            | Itàlia              | 2     |
| 18      | Amancio              | Reial Madrid             | Espanya             | 1     |
| 18      | Paul Breitner        | Bayern de Múnic          | RFA                 | 1     |
| 18      | Giorgio Chinaglia    | SS Lazio                 | Itàlia              | 1     |
| 18      | Dragan Džajić        | Estrella Roja de Belgrad | Iugoslàvia          | 1     |
| 18      | Johnny Giles         | Leeds United FC          | República d'Irlanda | 1     |
| 18      | John Greig           | Rangers FC               | Escòcia             | 1     |
| 18      | Johan Neeskens       | AFC Ajax                 | Països Baixos       | 1     |
| 18      | Gianni Rivera        | AC Milan                 | Itàlia              | 1     |
| 18      | Yevhen Rudakov       | FC Dinamo de Kíev        | Unió Soviètica      | 1     |
| 18      | Marius Trésor        | Olympique de Marsella    | França              | 1     |